# Stanisław Goczałkowski
Stanisław Goczałkowski herbu Poraj (zm. przed 12 stycznia 1788) – burgrabia myślenicki (kasztelanii krakowskiej), burgrabia zamku krakowskiego od 1780 roku, deputat na Trybunał Główny Koronny, konsyliarz konfederacji barskiej województwa krakowskiego.
Poseł z województwa krakowskiego na sejm 1784 roku.